# 沢原精一
沢原 精一（澤原 精一、さわはら せいいち、1871年9月18日〈明治4年8月4日〉 - 1953年〈昭和28年〉7月1日）は、明治から昭和時代戦前の政治家、実業家、銀行家、広島県多額納税者、地主・家主。貴族院多額納税者議員。勲四等。呉商工会議所顧問。族籍は広島県平民。

## 経歴
広島県比婆郡山内東村（現・庄原市）出身。戸谷次助の二男。幼少の頃に賀茂郡荘野村の叔父岡崎鼎の養子となる。1896年（明治29年）7月に先代ウタの入夫となり1902年（明治35年）9月に家督を相続した。
1896年（明治29年）以降、呉貯蓄銀行取締役、呉陽倉庫、瀬戸内海横断電力、呉製氷各社長、沢原銀行取締役のほか、呉商業会議所会頭、呉市会議長、日本放送協会理事、広島県商工団体連合会顧問、呉信用組合長などを歴任した。
1932年（昭和7年）広島県多額納税者として補欠選挙で貴族院議員に互選され、同年6月11日から同年9月まで務めた。交友倶楽部に所属した。

## 人物
呉市の名門沢原の一族で、俗に「下沢原」と称する。
貴族院多額納税者議員選挙の互選資格を有する。
趣味は旅行、子弟の教育、園芸、囲碁。宗教は真宗。本籍は呉市胡町。住所は呉市草里町、荘山田村。

## 家族
沢原家
- 養父・豊左衛門[1][11]
- 妻・ウタ（1871年 - ?、養父豊左衛門の長女）[1][11]